# Parathuramminoidea
Parathuramminoidea, tradicionalmente denominada Parathuramminacea, es una superfamilia de foraminíferos del suborden Fusulinina y del orden Fusulinida. Su rango cronoestratigráfico abarca desde el Silúrico superior hasta el Pérmico.

## Discusión
Algunas clasificaciones más recientes incluyen Parathuramminoidea en el suborden Parathuramminina, del orden Parathuramminida, de la subclase Afusulinina y de la clase Fusulinata.

## Clasificación
Parathuramminoidea incluye a las siguientes familias:
- Familia Archaesphaeridae, también considerada en la superfamilia Caligelloidea
- Familia Parathuramminidae
- Familia Chrysothuramminidae
- Familia Ivanovellidae
- Familia Marginaridae
- Familia Uralinellidae
- Familia Auroriidae
- Familia Usloniidae
- Familia Eovolutinidae
- Familia Tuberitinidae

Otra familia considerada en Parathuramminoidea es la siguiente:
- Familia Insolentithecidae